# Hazmburk
Hazmburk (deutsch Hasenburg) ist einer der markantesten Berge des Böhmischen Mittelgebirges, seine Silhouette gilt als Wahrzeichen des Gebirges. Es wird von der Ruine der gotischen Burg Hazmburk gekrönt, nach der sich das dort ansässige Adelsgeschlecht Zajíc von Hasenburg benannte.

## Lage und Umgebung
Die Hasenburg ist dem Böhmischen Mittelgebirge südlich vorgelagert und befindet sich ungefähr zehn Kilometer südlich von Lovosice (Lobositz) und 15 Kilometer westlich von Roudnice nad Labem (Raudnitz). Unmittelbar am Fuß des Berges befinden sich die Gemeinden Klapý (Klapay) und Slatina sowie das wüste Gut Podhora. Am südlichen Fuße des Berges fließt die Rosovka.

## Geschichte
Die gotische Burg wurde am Ende des 13. Jahrhunderts von den Herren von Lichtenburg erbaut und hieß ursprünglich Klapý. Im Jahre 1335 ging die Anlage in den Besitz des Zbyněk Zajíc von Waldeck (Zajíc z Valdeku) aus dem Adelsgeschlecht Busitz über, der die Burg von König Johann von Luxemburg geschenkt bekam. Entsprechend dem Hasen (Zajíc) in seinem Wappen wurde die Anlage nunmehr als Hasenburg bezeichnet. In der Folge ließ Zajíc von Waldeck die Burg umfassend umbauen. Es entstanden neue Palasbauten, neue Zwinger, Wirtschaftsgebäude, eine neue Zisterne sowie die beiden markanten Türme. Weitere Umbauten erfolgten im 15. Jahrhundert. Nach den Hussitenkriegen – während derer die Besatzung mehrfach erfolgreich den Belagerungen durch die Hussiten widerstand – wurde die Burg nicht mehr genutzt und verfiel. Im Jahre 1586 wurde sie als wüst bezeichnet.
Die steilen Hänge des Berges sind Abrissflächen mehrerer Bergrutsche in den Jahren 1882, 1898, 1900 und 1939, bei denen in Klapý Häuser und Straßen zerstört wurden.

## Aussicht

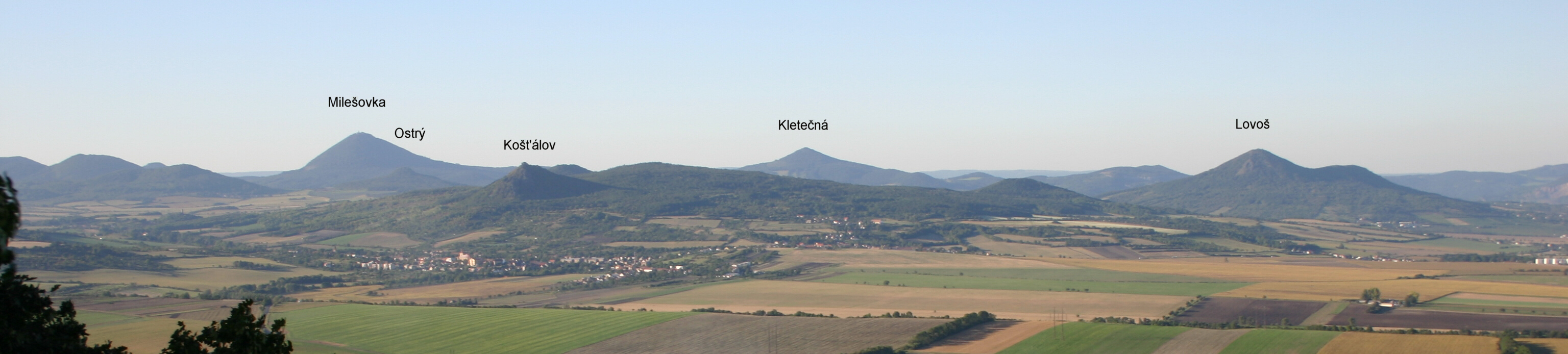
Blick von der Hasenburg nach Norden

Nach Norden zeigt sich ein eindrucksvolles Panorama des Böhmischen Mittelgebirges vom Oblík (Hoblik) im Westen bis zum Sedlo (Hoher Geltsch) im Osten. Bei guter Sicht ist auch der Kamm des Jeschken weit im Osten zu erblicken. Südöstlich erhebt sich wie eine „Käseglocke“ der heilige Berg der Tschechen, der Říp (Georgsberg). Im Süden wird die Sicht durch die flachen Höhenzüge des Džbán (Krugwald) begrenzt.

## Routen zum Gipfel
- Günstigster Ausgangspunkt für den Aufstieg ist der Ort Klapý, von dort führt ein gelb markierter Wanderweg direkt zum Gipfel
- Ein weiterer Ausgangspunkt ist der Haltepunkt Slatina pod Hazmburkem an der Bahnstrecke Lovosice–Louny, von dort folgt man den blauen Wanderzeichen über Slatina.

## Galerie

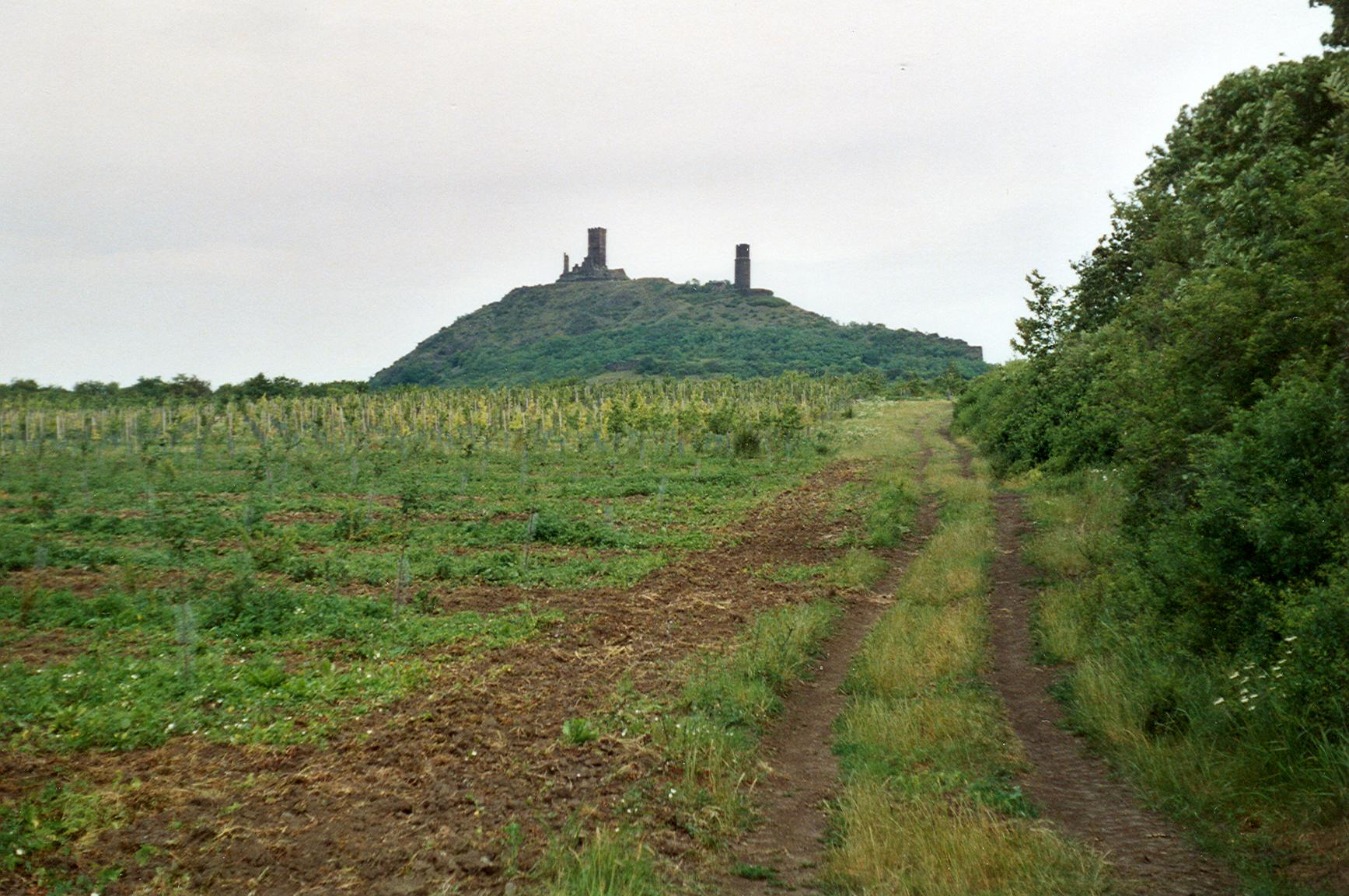
Blick auf die Hasenburg von Libochovice aus
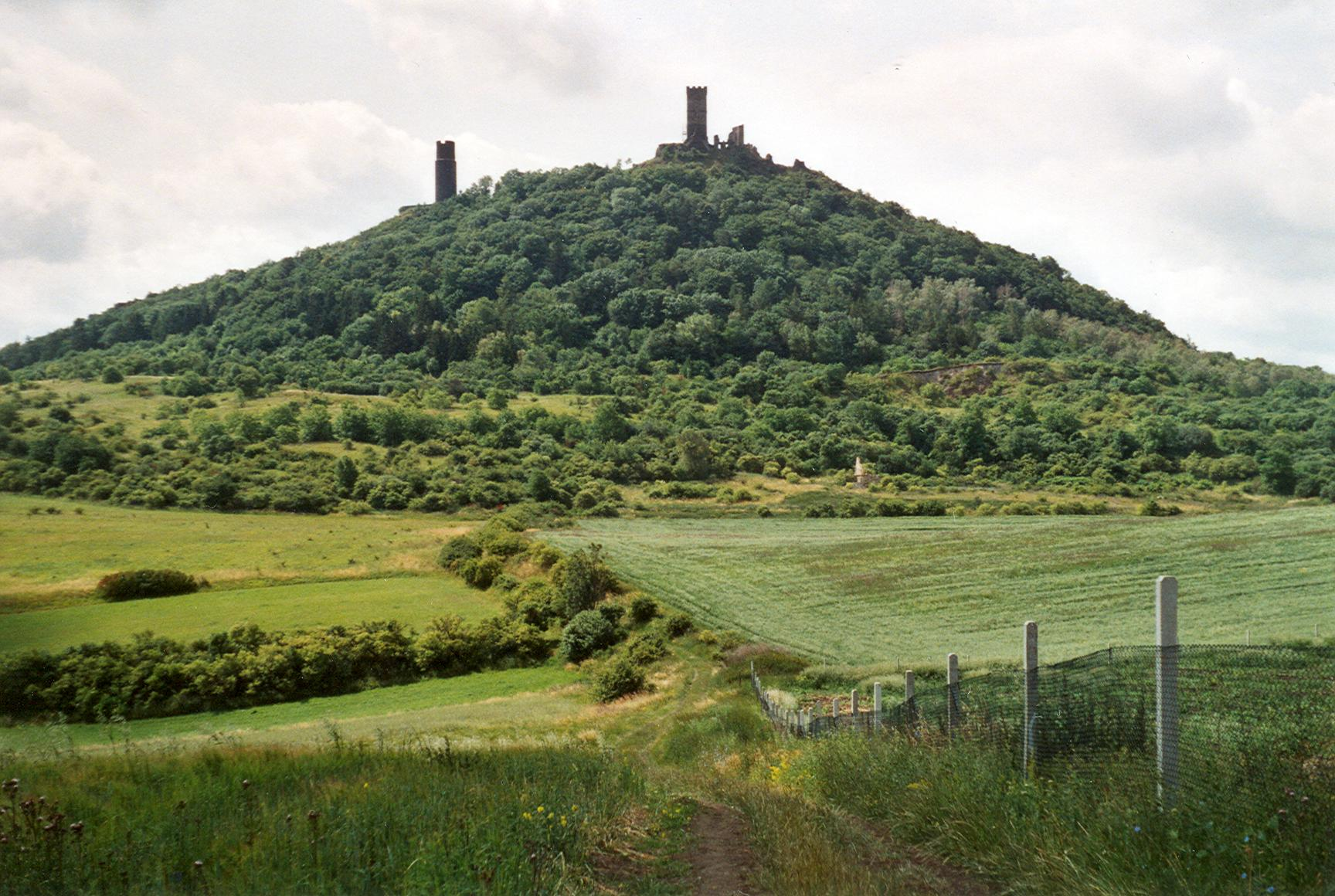
Blick auf die Hasenburg von Norden
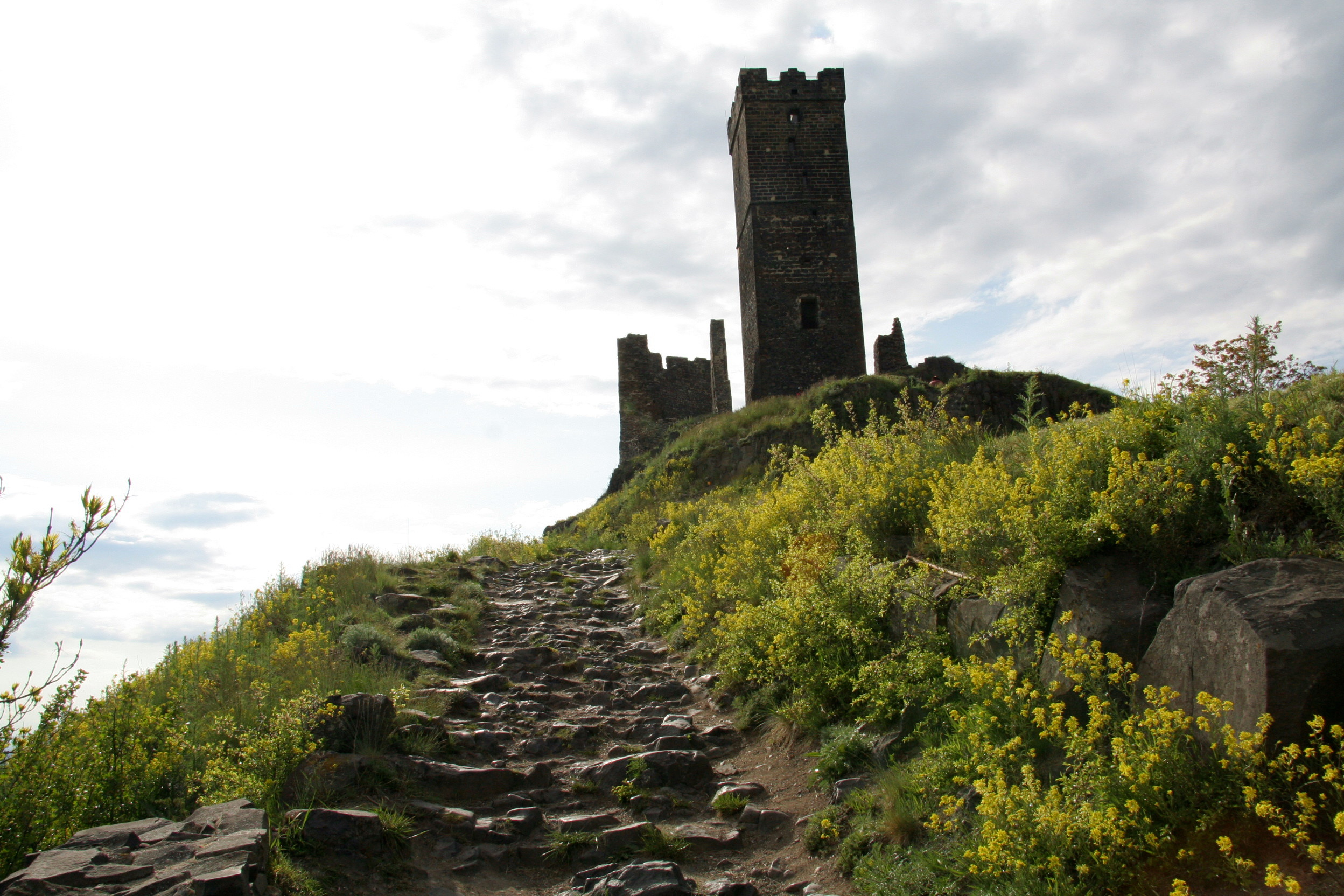
Aufgang zum oberen Burgbereich
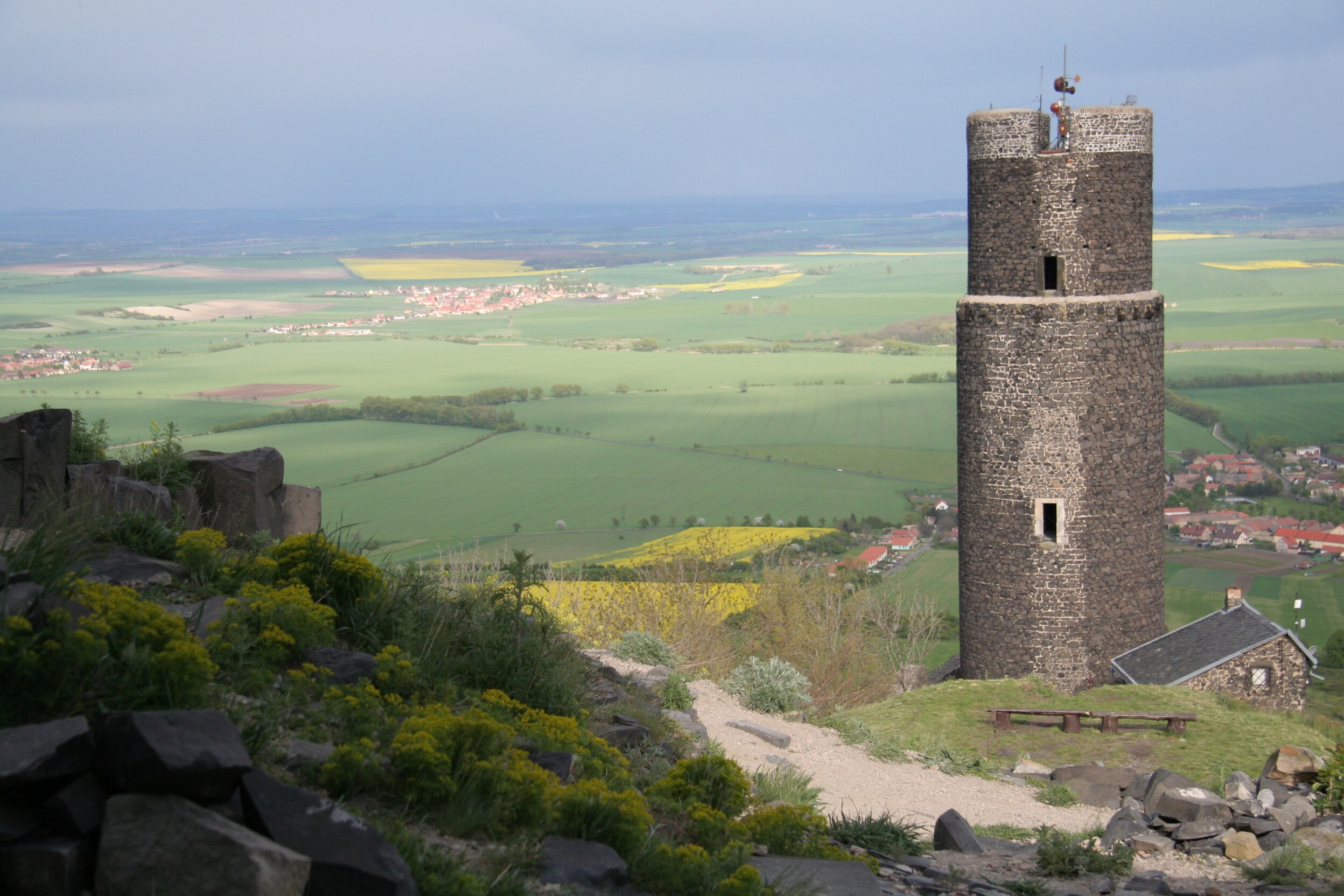
Hasenburg, Unterer Turm